# Obstrucción de la vena central de la retina
La obstrucción de la vena central de la retina es la interrupción del flujo sanguíneo venoso de la retina causada generalmente  por un trombo. Se manifiesta por perdida de visión de inicio repentino.

## Causas
Existen diferentes factores que predisponen a esta enfermedad, los más importantes son la hipertensión arterial, la diabetes mellitus,  la hiperlipemia y la presencia de arterioesclerosis. Todo estas circunstancias facilitan la formación de un coágulo  o trombo que es el que en definitiva ocasiona la obstrucción.

## Síntomas
Afecta en el 90% de las ocasiones a personas de más de 50 años. Suele producirse una pérdida de agudeza visual muy importante que aparece rápidamente, aunque no es tan brusca como la causada por la obstrucción de la arteria central de la retina.  A veces el paciente ha experimentado visión borrosa los días anteriores y a menudo los síntomas se inician en la noche, favorecidos por la posición horizontal y la disminución de presión arterial nocturna.

## Signos clínicos

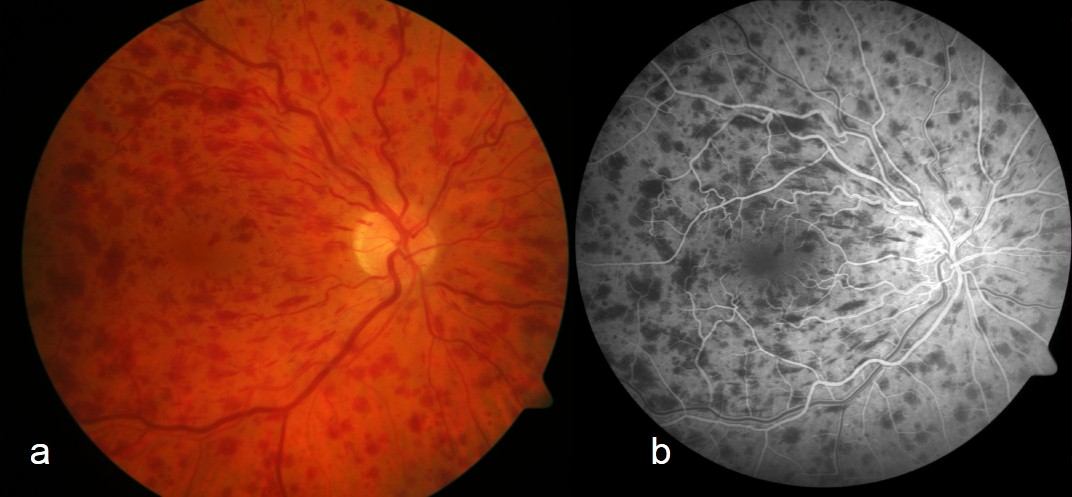
Obstrucción de la Vena central de la retina. Fondo de ojo (izquierda). Angiograma fluorescente con hemorragia (derecha).

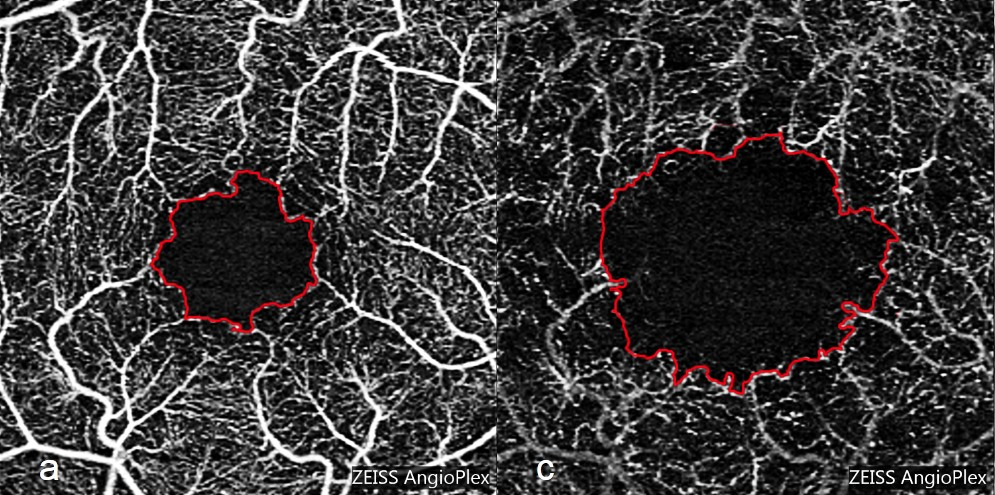
Obstrucción de la Vena central de la retina. Zona avascular de la fóvea. Nivel capilar superficial (izquierda) y Nivel capilar profundo (derecha) bordeadas en rojo. Obstrucción de la Vena central de la retina. Tomografía de coherencia óptica.

Durante la exploración del fondo de ojo mediante un oftalmoscopio pueden verse hemorragias en la retina que, partiendo del disco óptico, se extienden hacia la periferia.  Las venas retinianas están dilatadas y son tortuosas.  También pueden observarse exudados de tipo algodonoso causados por la falta de oxígeno (isquemia) y edema de papila.

## Complicaciones
Una de las complicaciones principales es el glaucoma neovascular que está causado por la liberación de sustancias que estimulan la proliferación de nuevos vasos sanguíneos en el ojo como respuesta a la isquemia.
Los nuevos vasos pueden formarse sobre el iris (rubeosis iridis) e impiden la reabsorción de un líquido llamado humor acuoso que circula libremente en condiciones normales en el polo anterior del ojo.  El exceso de humor acuoso desencadena hipertensión ocular y un ataque agudo de glaucoma que puede ocurrir varios meses después del inicio de la enfermedad.
Otra complicación es la hemorragia vítrea que se produce por rotura espontánea de los nuevos vasos sanguíneos que se forman para contrarrestar la falta de oxígeno en la retina.

## Tratamiento
Se basa en tratar los factores que la causan, como la hipertensión arterial. La fotocoagulación con láser es útil para prevenir complicaciones pues, al destruir las áreas isquémicas, evita la aparición de nuevos vasos y el desarrollo del glaucoma neovascular.